# Museum Morsbroich

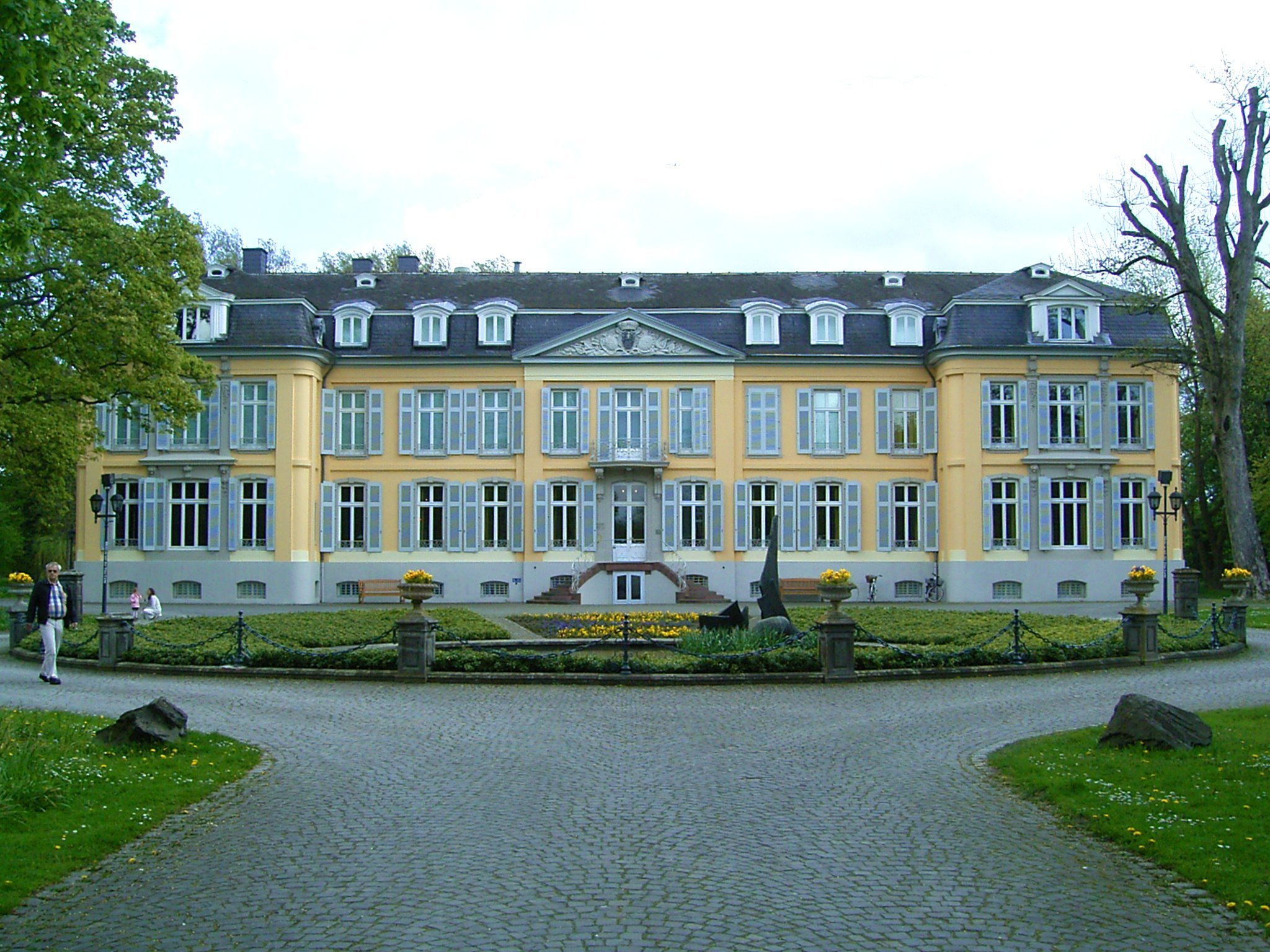
Museum Morsbroich

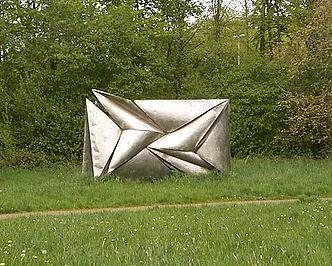
beeldenpark met sculptuur van Erich Hauser

Museum Morsbroich is het stedelijk museum voor moderne kunst, dat evenals het Skulpturenpark Schloss Morsbroich deel uitmaakt van Kasteel Morsbroich in Leverkusen in de Duitse deelstaat Noordrijn-Westfalen.

## Geschiedenis
In 1948 huurde de stad Leverkusen het door de Tweede Wereldoorlog sterk beschadigde gebouwencomplex om er een sociale functie aan te geven. Het werd uiteindelijk vanaf 1951 het stadsmuseum. Tot aankoop van het complex door de stad Leverkusen werd in 1974 besloten. Vanaf 1982 vond een omvangrijke renovatie plaats en werd het stadsmuseum omgebouwd tot het huidige museum voor moderne kunst. Het museum werd in 1985 in zijn huidige vorm geopend voor het publiek.
Sindsdien vonden belangrijke tentoonstellingen plaats van internationale kunstenaars: Yves Klein, Lucio Fontana, Louise Nevelson, Andy Warhol, Robert Motherwell en anderen.

## Collectie
Het museum heeft een vaste collectie van meer dan 400 schilderijen en beeldhouwwerken, alsmede 5000 stuks grafisch werk. Tot de collectie behoort een omvangrijke bruikleen van de deelstaat Noordrijn-Westfalen, die 24 werken uit de periode 1959 - 1982 omvat van de in Leverkusen geboren kunstenaar Wolf Vostell. De werken zijn aangekocht uit een particuliere verzameling om het werk van de Fluxus-kunstenaar in een breed overzicht te kunnen tonen.